# Unlike Pluto
 (juin 2025).
La mise en forme du texte ne suit pas les recommandations de Wikipédia : il faut le « wikifier ».
Les points d'amélioration suivants sont les cas les plus fréquents. Le détail des points à revoir est peut-être précisé sur la page de discussion.
- Les titres sont pré-formatés par le logiciel. Ils ne sont ni en capitales, ni en gras.
- Le texte ne doit pas être écrit en capitales (les noms de famille non plus), ni en gras, ni en italique, ni en « petit »…
- Le gras n'est utilisé que pour surligner le titre de l'article dans l'introduction, une seule fois.
- L'italique est rarement utilisé : mots en langue étrangère, titres d'œuvres, noms de bateaux, etc.
- Les citations ne sont pas en italique mais en corps de texte normal. Elles sont entourées par des guillemets français : « et ».
- Les listes à puces sont à éviter, des paragraphes rédigés étant largement préférés. Les tableaux sont à réserver à la présentation de données structurées (résultats, etc.).
- Les appels de note de bas de page (petits chiffres en exposant, introduits par l'outil «  Source ») sont à placer entre la fin de phrase et le point final[comme ça].
- Les liens internes (vers d'autres articles de Wikipédia) sont à choisir avec parcimonie. Créez des liens vers des articles approfondissant le sujet. Les termes génériques sans rapport avec le sujet sont à éviter, ainsi que les répétitions de liens vers un même terme.
- Les liens externes sont à placer uniquement dans une section « Liens externes », à la fin de l'article. Ces liens sont à choisir avec parcimonie suivant les règles définies. Si un lien sert de source à l'article, son insertion dans le texte est à faire par les notes de bas de page.
- La présentation des références doit suivre les conventions bibliographiques. Il est recommandé d'utiliser les modèles {{Ouvrage}}, {{Chapitre}}, {{Article}}, {{Lien web}} et/ou {{Bibliographie}}. Le mode d'édition visuel peut mettre en forme automatiquement les références.
- Insérer une infobox (cadre d'informations à droite) n'est pas obligatoire pour parachever la mise en page.

Pour une aide détaillée, merci de consulter Aide:Wikification.
Si vous pensez que ces points ont été résolus, vous pouvez retirer ce bandeau et améliorer la mise en forme d'un autre article.
Armond Arabshahi (ɑr-mawnd airab-shɑh-hee), aussi connu sous le nom de Unlike Pluto, est un chanteur, auteur-compositeur, producteur de musique et ancien DJ américain. Il est principalement connu pour sa chanson « Everything Black », diffusée sous le label Monstercat en 2017, qu'il a produite avec le chanteur et DJ Mike Taylor, basé à Philadelphie. Il est également connu pour sa série d'albums Pluto Tapes, un projet qu'il lance le 30 mai 2018, où il se met au défi de sortir une chanson par semaine, d'expérimenter différents genres et de développer son style. En plus des Pluto Tapes, il a également un projet parallèle appelé Why Mona avec la comédienne de théâtre et chanteuse Joanna Jones. Un autre de ses projets parallèles est Like Saturn, où il produit des musiques instrumentales Lofi relaxantes et émotionnelles.

## Biographie
Arabshahi grandit à Atlanta, en Géorgie, où il est né. Il commence à apprendre par lui-même le piano à l'âge de 5 ans, puis plus tard la guitare, la batterie et la clarinette. Il décide ensuite qu'il veut faire carrière dans la musique, en s'inspirant d'autres musiciens tels que System of a Down, Chevelle, Incubus, Gorillaz, Radiohead, Linkin Park, Sublime, Simon & Garfunkel, Underoath et bien d'autres. Il affirme aussi être inspiré par les mixtapes que de nombreux rappeurs distribuaient dans les rues d'Atlanta. À 18 ans, il crée le pseudonyme « Unlike Pluto » (trad. « Contrairement à Pluton »)  , Pluton étant sa planète préférée durant son enfance.
Arabshahi étudie à l'Université d'État de Géorgie et l'Université Emory en Géorgie, où il obtient son diplôme en 2013. Durant ses années à Emory, il aime produire plusieurs styles d'EDM, tels que le dubstep, la house, la trap, etc., et finit par sortir indépendamment son tout premier album studio We Are Plutonians le 12 mars 2013 .

## Début de carrière
En 2014, Arabshahi commence sa carrière en créant et publiant des remixes non officiels sur son SoundCloud. Son remix de « Revolution » de Diplo est repris par le label Mad Decent après avoir gagné en popularité. En 2015, Armond commence à travailler davantage avec Mad Decent et sort deux disques numériques face A et face B avec Kickraux, appelés "Palace" et "Tew". "Palace" compte actuellement plus de 2,2 millions d'écoutes sur SoundCloud. Il sort quelques autres remixes de manière indépendante jusqu'à mi-2016, où il sort le single "Waiting For You" sous le label Monstercat, comptant actuellement plus de 3,8 millions d'écoutes sur SoundCloud, avec son amie de longue date Joanna Jones, chanteuse et actrice actuellement connue pour sa performance dans la comédie musicale Hamilton à Broadway. Puis, après deux autres remix sortis sous Ultra Records et Spinnin' Records, il travaille à nouveau avec Mad Decent et Monstercat pour trouver de nombreux chanteurs et auteurs talentueux avec qui produire de la musique avant même de révéler sa voix. Avec ces chanteurs, il sort un single intitulé "Found You" avec Michelle Buzz  et deux autres disques face A et face B nommés "Soul" avec Q'AILA et "Show Me Love" avec Michelle Buzz sous Mad Decent, et deux singles intitulés "Searching for You" avec Karra & Eric Zayne  , et "Someone New" avec Desi Valentine sous Monstercat. À ce stade, il a plus de 20 millions d'écoutes sur son SoundCloud au total, il est inclus dans l'article « Dance artists to watch » de Billboard , et recommence à se produire en concert, en tournée dans plusieurs festivals de musique à travers le monde, tels que Ultra Music Festival, Bestival, Fvded In The Park et HARD Summer Music Festival, où il joue ses propres remixes et chansons . Début 2017, il produit un autre remix officiel tout en cherchant un label indépendant pour l'aider, et il trouve Lowly Palace (Lowly), dont le label parent est Trap Nation. Avec eux, Armond révèle son chant pour la première fois avec son single « Worst In Me », sorti le 21 février 2017 . Après cela, il s'associe à nouveau avec Monstercat et sort les singles "Sweet" avec Mister Blonde  et "Everything Black" avec Mike Taylor, avec "Everything Black" devenant très rapidement sa chanson la plus célèbre, avec deux certifications d'or en 2021 et 2024. En raison de son succès, il annonce une tournée pour la chanson après sa sortie en mars, où il jouerait la chanson aux côtés de ses pairs dans de grands festivals, notamment Lollapalooza, Bonnaroo et EUPHORIA. La chanson n'est pas seulement populaire dans l'industrie de la musique, mais aussi dans la communauté des joueurs, puisque des milliers de streamers l'ont jouée comme l'une de leurs chansons en musique de fond dans leurs diffusions en direct sur la plateforme de streaming Twitch. La chanson est également diffusée dans le jeu de football compétitif et multijoueur Rocket League.
Fin 2017, le producteur combine progressivement et astucieusement certains de ses genres préférés, comme le rock alternatif, le rock, la pop et le rock indépendant, aux côtés de son expérience électronique. Cela crée une gamme unique de rock électronique/alternatif et de pop alternative, avec une touche émotionnelle et significative qui se démarque comme un « nouveau genre » qui lui est propre. Cela intrigue de nombreuses personnes dans son passé et suscite l’intérêt non seulement des nouveaux fans, mais aussi des anciens. Grâce à Lowly Palace, il commence à faire connaître cette transition avec le single "Let It Bleed" avec Cristina Gatti , et une reprise de "No Scrubs" de TLC avec Joanna Jones, qui connaît un succès incroyable, devenant viral sur plusieurs plateformes et comptant actuellement 35 millions de vues sur YouTube .Voyant le succès de chaque production avec Joanna, une bonne amie à lui, Armond décide de lancer un projet parallèle qu'il appelle Why Mona, six mois après "No Scrubs", où il commence par produire des reprises de vieilles chansons classiques avec sa voix, puis finalement des singles originaux qu'elle écrit. Lorsqu'ils annoncent le projet, le 11 août 2017, ils sortent le même jour une reprise de « We Will Rock You » de Queen.

Cependant, malgré les énormes progrès qu'il réalise dans sa carrière jusqu'à présent et les bons moments qu'il passe, Armond décide finalement qu'il veut laisser l'EDM derrière lui car il remarque que son succès devient plus difficile à maintenir/gagner à cause de l'environnement changeant de l'EDM. Il veut aller au-delà du genre, plonger davantage dans ses désirs créatifs et expérimenter son style musical. Il s'installe finalement avec Heroic Recordings (Heroic/Heroic Music Group), ancien label indépendant et société de gestion d'artistes et signe un contrat d'enregistrement. Ainsi, en novembre 2017, lorsqu'il sort un autre single avec sa voix intitulé « I Need A Win » chez Heroic, la transition de genre musical est claire malgré une influence électronique toujours présente dans ses chansons. Dans une interview avec Catherine Zhang en avril 2017, Armond explique :
« En 2011, la scène de la musique électronique était encore assez récente. Tu pouvais juste créer un beat au hasard et le publier toi-même sur SoundCloud, et juste envoyer des e-mails à une tonne de blogs. Maintenant, ce n'est plus comme ça. Maintenant, il te faut des contacts, tu dois te faire un nom avant même de t'inscrire sur ces blogs. Je deviendrai probablement fou si je ne fais que de l'EDM pour le reste de ma vie. Cela étant dit, il y a beaucoup de choses à faire dans l'EDM. Tu peux combiner tous les genres que tu veux... »
Il arrête de faire des tournées à la mi-2018 après avoir sorti deux autres singles intitulés "Nothing Wrong With Me" et "Fade All My Life", son dernier festival étant le Shaky Beats Festival du 11 au 13 mai 2018 .

## Milieu de carrière
Armond se retrouve souvent à se démarquer de la foule, un thème abordé dans sa nouvelle musique, car la majorité de ses chansons sont lyriquement et musicalement sombres, déprimantes et/ou profondément impactantes de nombreuses manières, dans lesquelles sa base de fans toujours croissante et fidèle se retrouve. C'est ce qui donne finalement un sens à son nom, puisque la planète Pluton est devenue une « planète naine » et qu'il se considère comme un paria, il se compare à la planète qui correspond à son style de musique. Il réalise plusieurs disques numériques face A et B sous Heroic, où il montre un nouveau style plus apparent de rock alternatif, de screamo, de grunge, d'emo, de rock indépendant et de musique d'inspiration électronique. Au milieu de ces disques, il sort avec enthousiasme « Run, Bobby, Run » premier single de son nouveau projet « Pluto Tapes » sous l'égide de Heroic le 30 mai 2018. Ce dernier lui permet de pouvoir publier des centaines d'idées de chansons créatives aussi souvent que possible mais aussi d'explorer son style d'une manière à laquelle il n'a jamais pensé auparavant. Il sort des chansons chaque semaine, c'est pour lui un moyen de se détendre et une façon amusante de créer une musique unique et inédite, tout en maintenant son inspiration et en constituant un défi à relever. Depuis la réalisation du projet, sa base de fans ne fait qu'augmenter et devient une communauté soudée avec laquelle il interagit souvent aujourd'hui. Unlike Pluto est une figure importante dans le secteur qu'il façonne, avec son style unique, caractérisé par son talent pour l'écriture et sa voix distinctive. Il commence à avoir de nouveau beaucoup de succès, mais cette fois d'une façon qu'il préfère bien plus. Au cours de l'année 2019 il sort trois albums, ou volumes, Pluto Tapes sous le nom de Heroic. Selon ses propres mots :
« Les Pluto Tapes ont commencé comme une expérience pour moi qui m'a permis de sortir plus de musique. Je voulais voir ce que cela ferait de sortir une chanson chaque semaine. Je commence une nouvelle idée de chanson chaque jour. Beaucoup d'entre elles ne sont même pas retenues, mais cela fait naître ma créativité. Les Pluto Tapes sont désormais devenus mon moyen de repousser mes limites créatives et de me mettre au défi. »
Une fois qu'un certain nombre de chansons sont publiées, elles sont regroupées dans un volume avant de commencer le suivant avec le même processus. Chaque volume est différent, mais a le style d'Unlike Pluto toujours aussi reconnaissable, qui s'éloigne progressivement du succès de ses années EDM et montre une nette amélioration de production et de qualité à chaque nouvelle chanson publiée. Il se montre davantage à la caméra dans les reprises de chansons et les clips vidéo de son album Pluto Tapes: Volume 2. Il fait preuve de plus de professionnalisme et est plus à l'aise pour se promouvoir. Cependant, son contrat avec Heroic est de courte durée et il redevient musicien indépendant fin 2019, il ne veut plus être sous aucun label. Avant de se séparer de Heroic, Armond sort un single avec le label indépendant NIGHT MODE intitulé "Everything You Need" le 29 novembre 2019, où il revient à une production EDM classique . Il sort aussi un dernier EP avec Heroic intitulé life in minor le 15 novembre 2019 . Son projet Pluto Tapes se termine et il prend une pause, sans aucune sortie de Unlike Pluto, au cours de laquelle, il commence son projet parallèle "Like Saturn" le 14 février 2020 parallèlement à la sortie de sa chanson "All Alone".

## Fin de carrière et carrière actuelle
Sa pause dure de novembre 2019 à mars 2020. Il fait son retour avec le single indépendant intitulé "Life in A Hole". Rompant son silence, Armond explique la chanson :
« Life in a Hole est une chanson que j'ai composée dans un AirBnb à Atlanta avec deux de mes meilleurs amis et co-auteurs. C'est une chanson mélodique et optimiste avec une influence Drum and Bass sur ce que l'on ressent après être sorti du gouffre. À cette époque, nous écoutions beaucoup de drum and bass des années 90 et 2000, on a donc pris ces influences avec mon style de rock alternatif en juxtaposant un son unique. Je veux juste continuer à expérimenter avec une musique pleine d'énergie et des paroles auxquelles les gens peuvent s'identifier, parce que pour moi, c'est ça la musique. »
Cependant, en raison du succès des Pluto Tapes et de son amour pour ces dernières, il sort toujours des chansons chaque semaine et continue de faire évoluer son style une fois de retour. Comme pour le projet Pluto Tapes, il prévoit un nombre de chansons qu'il sort et regroupe en plusieurs albums, différents des Pluto Tapes. Son retour est important pour ses fans de la première heure comme pour les nouveaux, notamment en raison de sa capacité d’évolution et de diversification . Armond continue à réaliser plusieurs albums dans différents genres, mais toujours dans son style, au cours de la période 2020-2022, attirant davantage d'attention et de fans. De nombreuses chansons deviennent virales, telles que « 8 Legged Dreams » et « Rose Colored Lenses », toutes deux sorties en 2020 sur deux albums différents. En 2023, Armond s'oriente davantage vers un style rock alternatif/électronique et rock pour gagner en cohérence et avoir plus de succès, plutôt que de produire différents types de chansons à chaque sortie. Pendant et après son cinquième album Cherry Blossom Nightmare « As they Bloom » devient très populaire et accumule plus de 1,1 million de vues sur YouTube et plus de 5 millions de streams sur Spotify. Il sort un vinyle pour l'album plus d'un an après sa sortie, le 2 novembre 2023 . Il se fait ainsi une place solide dans le rock alternatif, le rock ainsi que le métal. Il réduit la fréquence de ses sorties à toutes les deux semaines, et bientôt tous les mois durant la sortie des chansons de son sixième album, Dizzy Bezerko . Il veut passer plus de temps sur ses chansons afin d'en améliorer l'écriture et la qualité, car s'il continue à les sortir chaque semaine il commence également à s'épuiser. Heureusement, deux des chansons de cet album marchent très bien : « Guts » obtient près d'un million de vues sur YouTube et « Rip Me Apart » plus de 700 000 streams sur Spotify.
Le projet des Pluto Tapes n'est cependant pas arrêté définitivement, car en novembre 2023, en plein milieu de la sortie de chansons pour son prochain album en juin 2024, il annonce le retour du projet avec une nouvelle sortie de Pluto Tape intitulée « Smile on my Face » et ce uniquement sur YouTube . Dans la description, il explique qu'il lui reste beaucoup de chansons qu'Heroic n'aurait pas jugées dignes d'être publiées sur Spotify alors qu'il était encore signé chez eux/ Il veut donc relancer le projet, d'autant qu'il aime toujours créer ces chansons. Il prévoit de publier les nouvelles Pluto Tapes uniquement sur YouTube, avant de les regrouper dans le quatrième volume et de les sortir sur toutes les plateformes vers la mi-juillet ou la fin juillet 2024. Cela permet également de satisfaire les fans qui aiment les sorties hebdomadaires et de faire en sorte que les chansons remplissent les vides entre ses sorties mensuelles. Le succès est déjà au rendez-vous et les chansons sont appréciées, puisque plus de 10 000 vues sur YouTube sont enregistrées un jour seulement après leur sortie. L'album est désormais terminé et prêt à être publié, car il commence déjà de nouvelles Pluto Tapes hebdomadaires pour le prochain volume, en commençant par une démo en collaboration avec Why Mona.
En 2024, en parallèle aux sorties hebdomadaires de Pluto Tape, Armond continue de sortir plus de chansons chaque mois pour les deux albums qu'il prévoit pour cette année. Il sort le premier des deux intitulé "Ghost Gardens" le 14 juin 2024. Il espère également sortir un autre album de collaboration spéciale qui n'a pas encore été révélé. Il explique cela, et plus encore, dans une vidéo YouTube mise en ligne le 11 janvier 2024, intitulée «mes projets pour 2024 et la musique».Les chansons marchent déjà plutôt bien, elles obtiennent plus de 100 000 streams sur Spotify seulement quatre à cinq jours après leur sortie. Dans la vidéo, Armond annonce également la sortie de son manga, intitulé Dada Immortal, sur lequel il travaille depuis plus de deux ans. Le manga est inspiré par son amour pour l'écriture d'histoires surnaturelles et par sa passion pour les anime et mangas japonais, débutée vers 2021-2022. Il publie indépendamment sous le nom de « Nada Nada » avec son ami et graphiste Protski, qui réalise les illustrations de Unlike Pluto ainsi que la femme de Protski, Gabi. Armond publie également une reprise spéciale avec Sumerian Records, pour la bande originale de la série de bandes dessinées « American Psycho », de « Sweet Dreams (Are Made of This) » d'Eurythimic, dans lequel lui et Joanna chantent ensemble. Sumerian fait aussi appel à lui pour sortir sa propre version de "Dead To Me" de Palaye Royale, écrite avec des couplets différents et chantée par Joanna Jones. Cependant, elle n'est pas seule sur ce morceau, car Unlike Pluto s'associe au chanteur de Palaye Royale lui-même pour combiner ses nouvelles voix avec celles de Joanna dans le refrain, renouant ainsi avec son style original. Il annonce qu'il travaille sur des tournées pour 2025. Il obtient également sa première sortie sur NCS avec le single "Hollow" le 12 avril 2024.

### Why Mona
En août 2017, Armond annonce un nouveau projet parallèle appelé Why Mona avec l'une de ses meilleures amies, Joanna Jones, et sort une reprise de la chanson « We Will Rock You » de Queen. Le nom du duo vient du nom de sa sœur aînée, Mona, et ils commencent à sortir des reprises chantées par Joanna et produites par Armond avec son style unique de rock électronique, avant de passer à la simple création d'originaux dans le style de la pop indie électronique, écrite et chantée par Joanna. Joanna est une chanteuse et actrice originaire de Broadway, où elle joue actuellement les rôles de Maria Reynolds et Peggy Schuyler dans la comédie musicale de Broadway acclamée par la critique, Hamilton.
En 2019 et à nouveau en 2022, la reprise du duo de « Wannabe » des Spice Girls devient virale sur TikTok, amassant plus de 10 millions de créations vidéo par les utilisateurs de la plateforme . En 2020, ils sortent des singles tous les mois avant de faire une pause de deux ans et de revenir en 2022 et 2023. En 2021, Dell Computers publie une publicité mettant en vedette leur morceau original « Rabbit Hole », qui permet à de nombreux téléspectateurs de découvrir la chanson et son groupe . Bien qu'elle ne sorte que trois singles en 2022 et qu'elle ralentisse ses sorties, Joanna est toujours active sur la chaîne YouTube et continue à interpréter plusieurs reprises en direct de différentes chansons. Le 5 août 2022 ils sortent ensemble une autre reprise de "Running Up That Hill (Deal With God)" de Kate Bush, avant de redevenir inactifs jusqu'au 30 juin 2023, ou ils sortent un autre single nommé "Dollhouse". Par la suite, Armond et Joanna réalisent plusieurs démos, et même deux remix démos de leur chanson "forest green" et de la chanson "Quintana Roo", qu'ils publient uniquement sur leur chaîne YouTube. Ils sont depuis en pause, mais Armond fait toujours de la musique avec elle sous forme de collaborations.

### Like Saturn
En 2020, Armond débute un autre projet parallèle appelé Like Saturn, jouant sur son nom de scène, dérivé de son amour du genre Lofi où il crée sa propre version de Lofi relaxant et émotionnel. Les chansons demandent peu d’efforts, sont amusantes à réaliser et constituent pour lui une autre façon de créer librement. Il réalise des sorties hebdomadaires avec ce projet qu'il regroupe en albums. Il continue de le faire régulièrement jusqu'en 2024 .

## Discographie

### Albums studio
| Title                       | Album details                                        |
| --------------------------- | ---------------------------------------------------- |
| We Are Plutonians           | - Sortie: 12 mars 2013 - Label: Indépendant          |
| Pluto Tapes: Volume 1       | - Sortie: 25 janvier 2019 - Label: Heroic Recordings |
| Pluto Tapes: Volume 2       | - Sortie: 19 avril 2019 - Label: Heroic Recordings   |
| Pluto Tapes: Volume 3       | - Sortie: 1er août 2019 - Label: Heroic Recordings   |
| Messy Mind                  | - Sortie: 19 août 2020 - Label: Indépendant          |
| Technicolor Daydream        | - Sortie: 23 avril 2021 - Label: Indépendant         |
| Loud Fantasy, Quiet Reality | - Sortie: 5 novembre 2021 - Label: Indépendant       |
| Pixelated Oblivion          | - Sortie: 27 mai 2022 - Label: Indépendant           |
| Cherry Blossom Nightmare    | - Sortie: 18 novembre 2022 - Label: Indépendant      |
| Dizzy Bezerko               | - Sortie: 25 août 2023 - Label: Indépendant          |
| Ghost Gardens               | - Sortie: 14 juin 2024 - Label: Indépendant          |

### EPs
| Titre         | Détails de l'album                                     |
| ------------- | ------------------------------------------------------ |
| Life In Minor | - Sortie : 15 novembre 2019 - Label: Heroic Recordings |

### Singles
| Title                                                         | Year | Album                                          |
| ------------------------------------------------------------- | ---- | ---------------------------------------------- |
| "Bollywood Summer"                                            | 2013 | Single sans album                              |
| "Jacque Sparrow" (featuring Vafa Sobhani)                     | 2013 | We Are Plutonians                              |
| "Suicide Monster"                                             | 2013 | We Are Plutonians                              |
| "Run Maggie Run" (featuring Vafa Sobhani)                     | 2013 | We Are Plutonians                              |
| "The Disarray"                                                | 2013 | We Are Plutonians                              |
| "Girl, Walk This Plank" (featuring Vafa Sobhani)              | 2013 | We Are Plutonians                              |
| "Write On Bathroom Walls"                                     | 2013 | We Are Plutonians                              |
| "Ye Scallywag"                                                | 2013 | We Are Plutonians                              |
| "Sky Drop"                                                    | 2013 | We Are Plutonians                              |
| "Broken Bagpipes"                                             | 2013 | We Are Plutonians                              |
| "Icicle Engineer"                                             | 2013 | We Are Plutonians                              |
| "Newfinland" (featuring Vafa Sobhani)                         | 2013 | We Are Plutonians                              |
| "Dwarf Planet"                                                | 2013 | We Are Plutonians                              |
| "Nile"                                                        | 2013 | We Are Plutonians                              |
| "Dinosauria"                                                  | 2013 | We Are Plutonians                              |
| "Turn Around" (featuring Vafa Sobhani)                        | 2013 | We Are Plutonians                              |
| "No Oxygen"                                                   | 2013 | We Are Plutonians                              |
| "Gentle Creatures"                                            | 2013 | We Are Plutonians                              |
| "No Inspiration"                                              | 2013 | We Are Plutonians                              |
| "Rumpel"                                                      | 2013 | We Are Plutonians                              |
| "Robots, They Are"                                            | 2013 | We Are Plutonians                              |
| "Snule"                                                       | 2014 | Single sans album                              |
| "Fud"                                                         | 2014 |                                                |
| "Palace" (avec Kickraux)                                      | 2015 | A-side and B-side                              |
| "Tew" (avec Kickraux)                                         | 2015 | A-side and B-side                              |
| "Show Me Love" (featuring Michelle Buzz)                      | 2016 | Show Me Love (A-side and B-side)               |
| "Soul" (featuring Q'AILA)                                     | 2016 | Show Me Love (A-side and B-side)               |
| "Waiting for You" (featuring Joanna Jones)                    | 2016 |                                                |
| "Searching for You" (featuring Karra and Eric Zayne)          | 2016 |                                                |
| "Someone New" (featuring Desi Valentine)                      | 2016 |                                                |
| "Found You" (featuring Michelle Buzz)                         | 2016 |                                                |
| "Worst in Me"                                                 | 2017 |                                                |
| "Everything Black" (featuring Mike Taylor)                    | 2017 |                                                |
| "No Scrubs" (featuring Joanna Jones)                          | 2017 |                                                |
| "Sweet" (featuring Mister Blonde)                             | 2017 |                                                |
| "Let It Bleed" (featuring Cristina Gatti)                     | 2017 |                                                |
| "I Need A Win"                                                | 2017 |                                                |
| "Nothing Wrong With Me"                                       | 2017 |                                                |
| "Fade All My Life"                                            | 2018 |                                                |
| "Where Is My Mind?" (Cover)                                   | 2018 |                                                |
| "Helena" (Cover)                                              | 2018 |                                                |
| "Late Bloomer"                                                | 2018 | A-side and B-side                              |
| "I Tried Getting High"                                        | 2018 | A-side and B-side                              |
| "WHY"                                                         | 2018 | Fake Smiles, Real Memories (A-side and B-side) |
| "JOLT"                                                        | 2018 | Fake Smiles, Real Memories (A-side and B-side) |
| "Ladida"                                                      | 2018 | Bitter Paradise (A-side and B-side)            |
| "Now I Don't Care"                                            | 2018 | Bitter Paradise (A-side and B-side)            |
| "Closure (Year 09)"                                           | 2018 | Lost Losers Club (A-side and B-side)           |
| "Dearly Departed"                                             | 2018 | Lost Losers Club (A-side and B-side)           |
| "Dollar For Your Sadness"                                     | 2018 | Pluto Tapes: Volume 1                          |
| "Don't Know What to Say"                                      | 2018 | Pluto Tapes: Volume 1                          |
| "First Generation"                                            | 2018 | Pluto Tapes: Volume 1                          |
| "Canada"                                                      | 2018 | Pluto Tapes: Volume 1                          |
| "Unless It Happens To You"                                    | 2018 | Pluto Tapes: Volume 1                          |
| "Ethel"                                                       | 2018 | Pluto Tapes: Volume 1                          |
| "Western Love"                                                | 2018 | Pluto Tapes: Volume 1                          |
| "Look At Me"                                                  | 2018 | Pluto Tapes: Volume 1                          |
| "Playground"                                                  | 2018 | Pluto Tapes: Volume 1                          |
| "I Can Be Louder"                                             | 2018 | Pluto Tapes: Volume 1                          |
| "Death Of Me"                                                 | 2018 | Pluto Tapes: Volume 1                          |
| "Cruel"                                                       | 2018 | Pluto Tapes: Volume 1                          |
| "No Innocence"                                                | 2018 | Pluto Tapes: Volume 1                          |
| "No Goodbyes"                                                 | 2018 | Pluto Tapes: Volume 1                          |
| "Run Bobby Run"                                               | 2018 | Pluto Tapes: Volume 1                          |
| "Mosh Pit"                                                    | 2018 | Pluto Tapes: Volume 1                          |
| "Under The Lights"                                            | 2018 | Pluto Tapes: Volume 1                          |
| "Problems"                                                    | 2018 | Pluto Tapes: Volume 1                          |
| "Burn After Writing"                                          | 2018 | Pluto Tapes: Volume 1                          |
| "Pumpkin Factory"                                             | 2018 | Single sans album                              |
| "Scrooge Syndrome"                                            | 2018 |                                                |
| "Riptide"                                                     | 2019 | Pluto Tapes: Volume 2                          |
| "Villain Of My Own Story"                                     | 2019 | Pluto Tapes: Volume 2                          |
| "Adios"                                                       | 2019 | Pluto Tapes: Volume 2                          |
| "No Rainbows In The Desert"                                   | 2019 | Pluto Tapes: Volume 2                          |
| "Illusion"                                                    | 2019 | Pluto Tapes: Volume 2                          |
| "Wishing Well"                                                | 2019 | Pluto Tapes: Volume 2                          |
| "Misdiagnosed"                                                | 2019 | Pluto Tapes: Volume 2                          |
| "Dosage"                                                      | 2019 | Pluto Tapes: Volume 2                          |
| "Yes Offense"                                                 | 2019 | Pluto Tapes: Volume 2                          |
| "Destroy, Build, Destroy"                                     | 2019 | Pluto Tapes: Volume 2                          |
| "Halley's Comet"                                              | 2019 | Pluto Tapes: Volume 2                          |
| "New Life, Who Dis?"                                          | 2019 | Pluto Tapes: Volume 2                          |
| "Closed Loop"                                                 | 2019 | Pluto Tapes: Volume 2                          |
| "Pumpkin Factory 2"                                           | 2019 | Single sans album                              |
| "Oh Raven (Sing Me A Happy Song)"                             | 2019 | Pluto Tapes: Volume 3                          |
| "Revenge, And a Little More"                                  | 2019 | Pluto Tapes: Volume 3                          |
| "Sin Circus"                                                  | 2019 | Pluto Tapes: Volume 3                          |
| "Brain, Brain, Go Away"                                       | 2019 | Pluto Tapes: Volume 3                          |
| "Not Today"                                                   | 2019 | Pluto Tapes: Volume 3                          |
| "Everything About Nothing"                                    | 2019 | Pluto Tapes: Volume 3                          |
| "Damage Control"                                              | 2019 | Pluto Tapes: Volume 3                          |
| "A Million Voices"                                            | 2019 | Pluto Tapes: Volume 3                          |
| "Night Light"                                                 | 2019 | Pluto Tapes: Volume 3                          |
| "No Debate"                                                   | 2019 | Pluto Tapes: Volume 3                          |
| "Coffee Stains"                                               | 2019 | Life in Minor (EP)                             |
| "Death In Paradise"                                           | 2019 | Life in Minor (EP)                             |
| "Silver Screen Life"                                          | 2019 | Life in Minor (EP)                             |
| "Stay and Decay"                                              | 2019 | Life in Minor (EP)                             |
| "Sanity"                                                      | 2019 | Life in Minor (EP)                             |
| "Crocodile Tears"                                             | 2019 | Life in Minor (EP)                             |
| "Everything You Need"                                         | 2019 |                                                |
| "Life in A Hole"                                              | 2020 |                                                |
| "Crawling"                                                    | 2020 |                                                |
| "The Underground" (avec 8 Graves)                             | 2020 |                                                |
| "Pumpkin Factory 3"                                           | 2020 |                                                |
| "8 Legged Dreams"                                             | 2020 | Messy Mind                                     |
| "Shadow"                                                      | 2020 | Messy Mind                                     |
| "Starlight"                                                   | 2020 | Messy Mind                                     |
| "That's What She Said" (featuring Coruja)                     | 2020 | Messy Mind                                     |
| "Gaze"                                                        | 2020 | Messy Mind                                     |
| "Yippee Ki Yay"                                               | 2020 | Messy Mind                                     |
| "Overwhelmed"                                                 | 2020 | Messy Mind                                     |
| "Mindless Bliss"                                              | 2020 | Messy Mind                                     |
| "Painted Dreams"                                              | 2020 | Messy Mind                                     |
| "Nicotine" (featuring Joanna Jones)                           | 2020 | Messy Mind                                     |
| "Broken String"                                               | 2020 | Messy Mind                                     |
| "FMO"                                                         | 2020 | Messy Mind                                     |
| "Stir Crazy"                                                  | 2020 | Messy Mind                                     |
| "Lullaby"                                                     | 2020 | Messy Mind                                     |
| "Pocket Symphony"                                             | 2020 | Messy Mind                                     |
| "Morphine"                                                    | 2020 | Messy Mind                                     |
| "Regret Roulette"                                             | 2020 | Messy Mind                                     |
| "Cosmo's Interlude"                                           | 2020 | Messy Mind                                     |
| "Candid"                                                      | 2020 | Technicolor Daydream                           |
| "Wrong Faces Wrong Places"                                    | 2020 | Technicolor Daydream                           |
| "Moving Too Quickly"                                          | 2020 | Technicolor Daydream                           |
| "Addict"                                                      | 2020 | Technicolor Daydream                           |
| "Don't Wait For Me"                                           | 2020 | Technicolor Daydream                           |
| "Rose Colored Lenses"                                         | 2020 | Technicolor Daydream                           |
| "Soft Spoken"                                                 | 2020 | Technicolor Daydream                           |
| "Poster Boy"                                                  | 2021 | Technicolor Daydream                           |
| "Sabotage"                                                    | 2021 | Technicolor Daydream                           |
| "Zoned Out In My Youth"                                       | 2021 | Technicolor Daydream                           |
| "Belly Flop"                                                  | 2021 | Technicolor Daydream                           |
| "Interstellar Weather"                                        | 2021 | Technicolor Daydream                           |
| "Fallen Parachutes"                                           | 2021 | Technicolor Daydream                           |
| "Ricochet On My Mind"                                         | 2021 | Technicolor Daydream                           |
| "Pumpkin Factory 4"                                           | 2021 |                                                |
| "Quintana Roo" (avec Why Mona)                                | 2021 |                                                |
| "Circular Motion" (avec Why Mona)                             | 2021 |                                                |
| "Rewind" (avec Why Mona)                                      | 2021 |                                                |
| "Talk Heavy" (featuring Mike Taylor)                          | 2021 |                                                |
| "Hummingbird"                                                 | 2021 | Loud Fantasy, Quiet Reality                    |
| "Talladega Knights"                                           | 2021 | Loud Fantasy, Quiet Reality                    |
| "A Cautionary Tale"                                           | 2021 | Loud Fantasy, Quiet Reality                    |
| "Lavender"                                                    | 2021 | Loud Fantasy, Quiet Reality                    |
| "We're Screwed"                                               | 2021 | Loud Fantasy, Quiet Reality                    |
| "Perfect Season"                                              | 2021 | Loud Fantasy, Quiet Reality                    |
| "Sailing Colors"                                              | 2021 | Loud Fantasy, Quiet Reality                    |
| "Elephant Ears"                                               | 2021 | Loud Fantasy, Quiet Reality                    |
| "Conspiracy"                                                  | 2021 | Loud Fantasy, Quiet Reality                    |
| "Endless"                                                     | 2021 | Loud Fantasy, Quiet Reality                    |
| "Origami"                                                     | 2021 | Loud Fantasy, Quiet Reality                    |
| "Better Luck Next Life"                                       | 2021 | Loud Fantasy, Quiet Reality                    |
| "Belladonna"                                                  | 2021 | Loud Fantasy, Quiet Reality                    |
| "Everybody is Interesting"                                    | 2021 | Loud Fantasy, Quiet Reality                    |
| "Mystery Of Me"                                               | 2021 | Loud Fantasy, Quiet Reality                    |
| "Digital Junkie"                                              | 2022 | Pixelated Oblivion                             |
| "Harlequin"                                                   | 2022 | Pixelated Oblivion                             |
| "I Don't Daydream Anymore"                                    | 2022 | Pixelated Oblivion                             |
| "Smoke In My Heart"                                           | 2022 | Pixelated Oblivion                             |
| "Cold Weather"                                                | 2022 | Pixelated Oblivion                             |
| "Silly How I Feel (so silly silly)"                           | 2022 | Pixelated Oblivion                             |
| "Shelf Life"                                                  | 2022 | Pixelated Oblivion                             |
| "Have Fun"                                                    | 2022 | Pixelated Oblivion                             |
| "Comatose Scenery"                                            | 2022 | Pixelated Oblivion                             |
| "Crash and Burn"                                              | 2022 | Pixelated Oblivion                             |
| "Against the Timeline"                                        | 2022 | Pixelated Oblivion                             |
| "Sorry To Bother You"                                         | 2022 | Pixelated Oblivion                             |
| "It Goes Inside My Head"                                      | 2022 | Pixelated Oblivion                             |
| "Fool's Paradise"                                             | 2022 | Pixelated Oblivion                             |
| "I'm Not Surprised"                                           | 2022 | Pixelated Oblivion                             |
| "Best At Being The Worst"                                     | 2022 | Cherry Blossom Nightmare                       |
| "As They Bloom"                                               | 2022 | Cherry Blossom Nightmare                       |
| "More Than I Remember You"                                    | 2022 | Cherry Blossom Nightmare                       |
| "My Life Away"                                                | 2022 | Cherry Blossom Nightmare                       |
| "Drown Me"                                                    | 2022 | Cherry Blossom Nightmare                       |
| "Intoxicate Me"                                               | 2022 | Cherry Blossom Nightmare                       |
| "Rain On My Happy Days"                                       | 2022 | Cherry Blossom Nightmare                       |
| "Stuck"                                                       | 2022 | Cherry Blossom Nightmare                       |
| "Sinking Sand"                                                | 2022 | Cherry Blossom Nightmare                       |
| "Supposed To Fall"                                            | 2022 | Cherry Blossom Nightmare                       |
| "If It's Vengeance You Want"                                  | 2022 | Cherry Blossom Nightmare                       |
| "Dread"                                                       | 2022 | Cherry Blossom Nightmare                       |
| "Fata Morgana"                                                | 2022 | Cherry Blossom Nightmare                       |
| "Reset Rewind"                                                | 2022 | Cherry Blossom Nightmare                       |
| "Question"                                                    | 2022 | Cherry Blossom Nightmare                       |
| "PUMPKIN FACTORY 5 - PHONK HALLOWEEN"                         | 2022 | Single sans album                              |
| "Guts"                                                        | 2023 | Dizzy Bezerko                                  |
| "Sunlight or Demise"                                          | 2023 | Dizzy Bezerko                                  |
| "To the Toxic People"                                         | 2023 | Dizzy Bezerko                                  |
| "Goner"                                                       | 2023 | Dizzy Bezerko                                  |
| "Twisted"                                                     | 2023 | Dizzy Bezerko                                  |
| "Synthetic Tragedy"                                           | 2023 | Dizzy Bezerko                                  |
| "Curse"                                                       | 2023 | Dizzy Bezerko                                  |
| "Can't Have it All"                                           | 2023 | Dizzy Bezerko                                  |
| "Color Chaos"                                                 | 2023 | Dizzy Bezerko                                  |
| "Dreamblur"                                                   | 2023 | Dizzy Bezerko                                  |
| "Ridiculous"                                                  | 2023 | Dizzy Bezerko                                  |
| "Losing Myself to Find You"                                   | 2023 | Dizzy Bezerko                                  |
| "Neons Away"                                                  | 2023 | Dizzy Bezerko                                  |
| "Utopia"                                                      | 2023 | Dizzy Bezerko                                  |
| "Twilight Tears"                                              | 2023 | Dizzy Bezerko                                  |
| "Tremor"                                                      | 2023 | Dizzy Bezerko                                  |
| "Smile on my Face"                                            | 2023 | Pluto Tapes: Volume 4                          |
| "Who's the Dreamer"                                           | 2023 | Pluto Tapes: Volume 4                          |
| "Headless"                                                    | 2024 | Pluto Tapes: Volume 4                          |
| "Sentimental"                                                 | 2024 | Pluto Tapes: Volume 4                          |
| "Red Dress"                                                   | 2024 | Pluto Tapes: Volume 4                          |
| "Slingshot"                                                   | 2024 | Pluto Tapes: Volume 4                          |
| "Now That You're Gone"                                        | 2024 | Pluto Tapes: Volume 4                          |
| "My Heaven Became..."                                         | 2024 | Pluto Tapes: Volume 4                          |
| "Doomed"                                                      | 2024 | Pluto Tapes: Volume 4                          |
| "Slaughterhouse"                                              | 2024 | Pluto Tapes: Volume 4                          |
| "Starry"                                                      | 2024 | Pluto Tapes: Volume 4                          |
| "Hollow"                                                      | 2024 |                                                |
| "Sweet Dreams" (avec Joanna Jones)                            | 2024 |                                                |
| "Dead To Me (Reimagined)" (avec Joanna Jones & Palaye Royale) | 2024 |                                                |
| "Time Is Eating"                                              | 2024 |                                                |
| "Rip Me Apart"                                                | 2024 | Ghost Gardens                                  |
| "Dig"                                                         | 2024 | Ghost Gardens                                  |
| "Tremor"                                                      | 2024 | Ghost Gardens                                  |
| "Lethal Poetry"                                               | 2024 | Ghost Gardens                                  |
| "Lost Inside"                                                 | 2024 | Ghost Gardens                                  |
| "Flutter"                                                     | 2024 | Ghost Gardens                                  |
| "Fragile Skin Of Me"                                          | 2024 | Ghost Gardens                                  |
| "Is It Victory"                                               | 2024 | Ghost Gardens                                  |
| "Misery"                                                      | 2024 | Ghost Gardens                                  |
| "One on One"                                                  | 2024 | Ghost Gardens                                  |
| "Infinity"                                                    | 2024 | Ghost Gardens                                  |
| "Glory"                                                       | 2024 | Ghost Gardens                                  |
| "Black Lotus"                                                 | 2024 | Ghost Gardens                                  |
| "Frozen in Time"                                              | 2024 | Ghost Gardens                                  |
| "Clouded"                                                     | 2024 | Ghost Gardens                                  |
| "Figueroa (DEMO)" (featuring Why Mona)                        | 2024 | Pluto Tapes: Volume 5 Ongoing                  |
| "Caffeine"                                                    | 2024 | Pluto Tapes: Volume 5 Ongoing                  |
| "Paranoia"                                                    | 2024 | UP12 Ongoing                                   |
| "Overstimulated"                                              | 2024 | UP12 Ongoing                                   |
| "Insanium"                                                    | 2024 | UP12 Ongoing                                   |
| "Hide My Tears"                                               | 2024 | UP12 Ongoing                                   |
| "Crown"                                                       | 2024 | UP12 Ongoing                                   |
| "Suckerpunch" [prochainement]                                 | 2024 | UP12 Ongoing                                   |
| "Whisper To Me" [prochainement]                               | 2024 | UP12 Ongoing                                   |
| "Wrong" [prochainement]                                       | 2024 | UP12 Ongoing                                   |

### Collaborations
- Unlike Pluto & Kickraux - Palace (2015) [42]
- Seven Lions & Unlike Pluto - Rescue Me (2017) [43]
- Unlike Pluto & Why Mona - Quintana Roo (2021) [44]
- Unlike Pluto & Why Mona - Circular Motion (2021) [45]
- Unlike Pluto & Why Mona - Rewind (2021) [46]
- Unlike Pluto & Joanna Jones & Palaye Royale - Dead To Me (Reimagined)(2024) [47]
- Unlike Pluto & Why Mona - Figueroa (DEMO) (2024) [48]

- Tritonal - Anchor(2014) [49]
- Diplo – Revolution (featuring Faustix & Imanos and Kai) (2014) [50]
- Mike Stud - Closer (2015) [51]
- Adam Lambert - Ghost Town (2015) [52]
- Jason Derulo - Want To Want Me (2016) [53]
- Diplo & Sleepy Tom - Be Right There (2016) [54]
- Twenty One Pilots - Stressed Out (2016) [55]
- Lost Kings (featuring Katelyn Tarver) - You (2016) [56]
- Steve Aoki - Back 2 U (featuring WALK THE MOON) (2016) [57]
- Pegboard Nerds & NGHTMRE - Superstar (featuring Krewella) (2017) [58]
- Unlike Pluto - More Than I Remember You (2023) [59]
- Unlike Pluto - Smoke in my Heart (2023) [60]
- Unlike Pluto - Lavender (2023) [61]
- Why Mona - Quintana Roo (2023) [62]
- Why Mona - forest green (2023) [63]
- Unlike Pluto - It Goes Inside My Head (2024) [64]

| Titre                  | Année |
| ---------------------- | ----- |
| "Robbery"              | 2020  |
| "Rabbit Hole"          | 2020  |
| "Homecoming"           | 2020  |
| "At the Top"           | 2020  |
| "Terra Tears"          | 2020  |
| "Wonder 'Bout You"     | 2020  |
| "Time is Running Out"  | 2020  |
| "Bethlehem Wonderland" | 2020  |
| "lemons"               | 2022  |
| "30 purple birds"      | 2022  |
| "stagNation"           | 2022  |
| "Kiss Me"              | 2023  |
| "forest green"         | 2023  |
| "Dollhouse"            | 2023  |

### Singles de Why Mona (Covers)
| Titre                                        | Année |
| -------------------------------------------- | ----- |
| "We Will Rock You"                           | 2017  |
| "Happy Together"                             | 2017  |
| "Time Is Running Out"                        | 2018  |
| "September"                                  | 2018  |
| "Stayin' Alive"                              | 2018  |
| "Go Your Own Way"                            | 2018  |
| "Wannabe"                                    | 2019  |
| "Oops!...I Did It Again (avec Unlike Pluto)" | 2019  |
| "Umbrella"                                   | 2020  |
| "Running Up That Hill (Deal With God)"       | 2022  |

### Singles de Like Saturn
| Title                         | Year | Album                |
| ----------------------------- | ---- | -------------------- |
| "All Alone"                   | 2020 | Alpharetta (EP)      |
| "My Life"                     | 2020 | Alpharetta (EP)      |
| "I Don't Mind"                | 2020 | Alpharetta (EP)      |
| "I Wish I Could Say"          | 2020 | Alpharetta (EP)      |
| "Cherry Rain"                 | 2020 | Something Beautiful  |
| "2091"                        | 2020 | Something Beautiful  |
| "I Know I Know"               | 2020 | Something Beautiful  |
| "Something Beautiful"         | 2020 | Something Beautiful  |
| "So Worthless"                | 2020 | Something Beautiful  |
| "Hope"                        | 2020 | Something Beautiful  |
| "Levitation Spell"            | 2020 | Something Beautiful  |
| "Stemmed Out"                 | 2020 | Something Beautiful  |
| "Sandy Future"                | 2020 | Something Beautiful  |
| "Munky Funk"                  | 2020 | Something Beautiful  |
| "Love You Anyway"             | 2020 | Something Beautiful  |
| "You Were Gone"               | 2020 | Something Beautiful  |
| "Leftovers"                   | 2020 | Something Beautiful  |
| "Floating in Time"            | 2020 | Something Beautiful  |
| "Not a Grunge Song"           | 2020 | Something Beautiful  |
| "Dojo Club"                   | 2020 | Something Beautiful  |
| "Fairy Catching"              | 2020 | endless reveries     |
| "Crystallized Air"            | 2020 | endless reveries     |
| "Mirai"                       | 2020 | endless reveries     |
| "Tranquilized Summer"         | 2020 | endless reveries     |
| "Blue Haze"                   | 2020 | endless reveries     |
| "Shrine"                      | 2020 | endless reveries     |
| "In The Clouds"               | 2020 | endless reveries     |
| "Midnight Sailing"            | 2020 | endless reveries     |
| "Forgiveness"                 | 2020 | endless reveries     |
| "Otherworldly"                | 2020 | endless reveries     |
| "Baklava"                     | 2020 | endless reveries     |
| "Avoiding Burdens"            | 2020 | endless reveries     |
| "Blissful Seclusion"          | 2020 | endless reveries     |
| "No Man's Land"               | 2020 | endless reveries     |
| "Beautiful Ruins"             | 2020 | endless reveries     |
| "Memories Put To Rest"        | 2020 | endless reveries     |
| "Dreamy Dimensions"           | 2020 | endless reveries     |
| "Hollowed Out"                | 2020 | endless reveries     |
| "Pink breeze"                 | 2020 | endless reveries     |
| "Forgetting Myself"           | 2020 | endless reveries     |
| "Motion Sickness"             | 2020 | endless reveries     |
| "Stone Cold"                  | 2020 | endless reveries     |
| "awake at night"              | 2020 | endless reveries     |
| "chikurin"                    | 2020 | endless reveries     |
| "Cold Blooded"                | 2020 | endless reveries     |
| "floating in an endless void" | 2020 | endless reveries     |
| "Tunnel Vision"               | 2021 | endless reveries     |
| "set adrift"                  | 2021 | endless reveries     |
| "fading to grey"              | 2021 | endless reveries     |
| "edge of reality"             | 2021 | endless reveries     |
| "cuddled up"                  | 2021 | endless reveries     |
| "lost happiness"              | 2021 | endless reveries     |
| "vanished years"              | 2021 | endless reveries     |
| "free roaming"                | 2021 | endless reveries     |
| "missing summer"              | 2021 | endless reveries     |
| "reminiscing"                 | 2021 | endless reveries     |
| "distant galaxies"            | 2021 | seldom happiness     |
| "purple city"                 | 2021 | seldom happiness     |
| "weary oasis"                 | 2021 | seldom happiness     |
| "stranded nowhere"            | 2021 | seldom happiness     |
| "i think i'll be alright"     | 2021 | seldom happiness     |
| "neverending road"            | 2021 | seldom happiness     |
| "what a view"                 | 2021 | seldom happiness     |
| "mirror with no reflection"   | 2021 | seldom happiness     |
| "melancholy abyss"            | 2021 | seldom happiness     |
| "after hours"                 | 2021 | seldom happiness     |
| "thin atmosphere"             | 2021 | seldom happiness     |
| "fog season"                  | 2021 | seldom happiness     |
| "let's go far away"           | 2021 | seldom happiness     |
| "away from the storm"         | 2021 | seldom happiness     |
| "lucid unknowns"              | 2021 | seldom happiness     |
| "familiar dream"              | 2021 | seldom happiness     |
| "forsaken truth"              | 2021 | seldom happiness     |
| "abandoned"                   | 2021 | seldom happiness     |
| "unseen lights"               | 2021 | seldom happiness     |
| "unfinished"                  | 2021 | seldom happiness     |
| "turns to ash"                | 2021 | seldom happiness     |
| "coping"                      | 2021 | seldom happiness     |
| "hard to reach"               | 2021 | seldom happiness     |
| "dark lullaby"                | 2021 | seldom happiness     |
| "middle of nowhere"           | 2021 | seldom happiness     |
| "coming to an end"            | 2021 | seldom happiness     |
| "aesthetic"                   | 2021 | seldom happiness     |
| "warped"                      | 2021 | seldom happiness     |
| "descending"                  | 2021 | seldom happiness     |
| "cold embers"                 | 2021 | seldom happiness     |
| "no pixels"                   | 2021 | seldom happiness     |
| "time and time again"         | 2021 | seldom happiness     |
| "missing colors"              | 2021 | seldom happiness     |
| "getting colder"              | 2021 | seldom happiness     |
| "i wonder"                    | 2021 | Single sans album    |
| "lost in the sand"            | 2021 |                      |
| "flowing whisper"             | 2021 |                      |
| "i feel so lost at night"     | 2021 |                      |
| "snow mushrooms"              | 2021 |                      |
| "when darkness fades"         | 2021 |                      |
| "sleepless nights"            | 2022 |                      |
| "summer memories"             | 2022 |                      |
| "unearth"                     | 2022 |                      |
| "serene memoir"               | 2022 |                      |
| "undiscovered city            | 2022 |                      |
| "escape to anywhere"          | 2022 |                      |
| "constant waves"              | 2022 |                      |
| "up and away"                 | 2022 |                      |
| "past the storm"              | 2022 |                      |
| "missing my mind"             | 2022 |                      |
| "illusive past"               | 2022 | fairy sonata         |
| "strong absence"              | 2022 | fairy sonata         |
| "whispering motions"          | 2022 | fairy sonata         |
| "conundrum"                   | 2022 | fairy sonata         |
| "overnight trip"              | 2022 | fairy sonata         |
| "bitter nights"               | 2022 | fairy sonata         |
| "falling debris"              | 2022 | fairy sonata         |
| "faint glimmer"               | 2022 | fairy sonata         |
| "time for a reset"            | 2022 | fairy sonata         |
| "calm before the storm"       | 2022 | fairy sonata         |
| "solemn sky"                  | 2022 | fairy sonata         |
| "out of the way"              | 2022 | fairy sonata         |
| "foggy mind"                  | 2022 | fairy sonata         |
| "i feel like someone else"    | 2022 | fairy sonata         |
| "maybe it's all over"         | 2022 | fairy sonata         |
| "gloom garden"                | 2022 | fairy sonata         |
| "losing my head"              | 2022 | fairy sonata         |
| "stardust"                    | 2022 | fairy sonata         |
| "beyond the horizon"          | 2022 | fairy sonata         |
| "dropped temperature"         | 2022 | fairy sonata         |
| "down we fall"                | 2022 | fairy sonata         |
| "weird times"                 | 2022 | fairy sonata         |
| "boundless sorrow"            | 2022 | fairy sonata         |
| "harmony"                     | 2022 | fairy sonata         |
| "hollow"                      | 2022 | fairy sonata         |
| "radiant"                     | 2022 | fairy sonata         |
| "doom and gloom"              | 2022 | fairy sonata         |
| "hana fields"                 | 2022 | fairy sonata         |
| "celestial fall"              | 2022 | fairy sonata         |
| "neverness"                   | 2022 | fairy sonata         |
| "new ruins"                   | 2022 | nighttime nostalgia  |
| "halcyon"                     | 2022 | nighttime nostalgia  |
| "dropoff"                     | 2022 | nighttime nostalgia  |
| "yama"                        | 2022 | nighttime nostalgia  |
| "silent peaks"                | 2023 | nighttime nostalgia  |
| "where i should be"           | 2023 | nighttime nostalgia  |
| "chaos color"                 | 2023 | nighttime nostalgia  |
| "further than i thought"      | 2023 | nighttime nostalgia  |
| "as it rains"                 | 2023 | nighttime nostalgia  |
| "desert rain"                 | 2023 | nighttime nostalgia  |
| "mountain wind"               | 2023 | nighttime nostalgia  |
| "before i say goodbye"        | 2023 | nighttime nostalgia  |
| "old flowers"                 | 2023 | nighttime nostalgia  |
| "don't you cry"               | 2023 | nighttime nostalgia  |
| "wasn't trying to love you"   | 2023 | nighttime nostalgia  |
| "hush"                        | 2023 | nighttime nostalgia  |
| "silent tears"                | 2023 | nighttime nostalgia  |
| "nori beam"                   | 2023 | nighttime nostalgia  |
| "still forgotten"             | 2023 | nighttime nostalgia  |
| "echoes and whispers"         | 2023 | nighttime nostalgia  |
| "hidden fortunes"             | 2023 | nighttime nostalgia  |
| "crashbloom"                  | 2023 | nighttime nostalgia  |
| "nowhere alone"               | 2023 | nighttime nostalgia  |
| "i keep forgetting"           | 2023 | nighttime nostalgia  |
| "backfired"                   | 2023 | nighttime nostalgia  |
| "once was"                    | 2023 | nighttime nostalgia  |
| "always weird"                | 2023 | nighttime nostalgia  |
| "sand drifting"               | 2023 | nighttime nostalgia  |
| "summer silence"              | 2023 | nighttime nostalgia  |
| "floating where i want"       | 2023 | nighttime nostalgia  |
| "celestial secrets"           | 2023 | nighttime nostalgia  |
| "firebreath"                  | 2023 | nighttime nostalgia  |
| "nightly"                     | 2023 | nighttime nostalgia  |
| "faeries garden"              | 2023 | nighttime nostalgia  |
| "wastingmytime"               | 2023 | nighttime nostalgia  |
| "love blur"                   | 2023 |                      |
| "night fade"                  | 2023 |                      |
| "exhausted"                   | 2023 |                      |
| "lately"                      | 2023 |                      |
| "shadow dark"                 | 2023 |                      |
| "sing for me"                 | 2023 |                      |
| "monday apocalypse"           | 2023 |                      |
| "don't you love me too"       | 2023 |                      |
| "like i'm done"               | 2023 |                      |
| "i never know anything"       | 2023 |                      |
| "stuck in twilight"           | 2023 |                      |
| "through the valley"          | 2023 |                      |
| "white lies"                  | 2024 | i wonder when (EP)   |
| "empty promises"              | 2024 | i wonder when (EP)   |
| "thinking it through"         | 2024 | i wonder when (EP)   |
| "no cure"                     | 2024 | melancholy fantasies |
| "i think i'll be alright"     | 2024 | melancholy fantasies |
| "stranded"                    | 2024 | melancholy fantasies |
| "dawned on me"                | 2024 | melancholy fantasies |
| "never enough"                | 2024 | melancholy fantasies |
| "worth my time"               | 2024 | melancholy fantasies |
| "hello karma"                 | 2024 | melancholy fantasies |
| "same same"                   | 2024 | melancholy fantasies |
| "i don't want to do anything" | 2024 | melancholy fantasies |
| "sometimes it's everything"   | 2024 | melancholy fantasies |
| "relapse"                     | 2024 | melancholy fantasies |
| "broken, shattered"           | 2024 | melancholy fantasies |
| "i wanted to try"             | 2024 | melancholy fantasies |
| "new horizons"                | 2024 | melancholy fantasies |
| "days cloudy"                 | 2024 | melancholy fantasies |
| "remember that one time"      | 2024 | melancholy fantasies |
| "the end of us"               | 2024 | melancholy fantasies |
| "alone always"                | 2024 | melancholy fantasies |
| "sometimes i cry"             | 2024 | melancholy fantasies |
| "at night"                    | 2024 | melancholy fantasies |
| "fire oasis"                  | 2024 | melancholy fantasies |
| "through tokyo"               | 2024 | melancholy fantasies |